# Lista odcinków serialu Bibliotekarze
Poniżej znajduje się lista odcinków serialu telewizyjnego Bibliotekarze (serial telewizyjny) – emitowanego przez amerykańską stację telewizyjną  TNT od 7 grudnia 2014 roku do 7 lutego 2018 roku. Powstały cztery serie, które łącznie składają się z 42 odcinków  W Polsce emitowany był od 7 grudnia 14 roku do 1 kwietnia 2018 roku przez Universal Channel.
| Sezon | Sezon | Odcinki | Oryginalna emisja TNT | Oryginalna emisja TNT | Oryginalna emisja Universal Channel | Oryginalna emisja Universal Channel | Oryginalna emisja Universal Channel |
| Sezon | Sezon | Odcinki | Premiera sezonu       | Finał sezonu          | Premiera sezonu                     | Finał sezonu                        |                                     |
| ----- | ----- | ------- | --------------------- | --------------------- | ----------------------------------- | ----------------------------------- | ----------------------------------- |
|       | 1     | 10      | 7 grudnia 2014        | 18 stycznia 2015      | 8 grudnia 2014                      | 1 lutego 2015                       |                                     |
|       | 2     | 10      | 1 listopada 2015      | 27 grudnia 2015       | 8 listopada 2015                    | 3 stycznia 2016                     |                                     |
|       | 3     | 10      | 20 listopada 2016     | 22 stycznia 2017      | 27 listopada 2016                   | 29 stycznia 2017                    |                                     |
|       | 4     | 12      | 13 grudnia 2017       | 7 lutego 2018         | 21 stycznia 2018                    | 1 kwietnia 2018                     |                                     |

## Sezon 1 (2014-2015)
| Nr | #  | Tytuł                                                | Reżyseria        | Scenariusz                    | Premiera TNT     | Premiera Universal Channel |
| -- | -- | ---------------------------------------------------- | ---------------- | ----------------------------- | ---------------- | -------------------------- |
| 1  | 1  | 'I korona króla Artura' And the Crown of King Arthur | Dean Devlin      | John Rogers                   | 7 grudnia 2014   | 7 grudnia 2014             |
| 2  | 2  | 'I miecz w kamieniu' And the Sword in the Stone      | Dean Devlin      | John Rogers                   | 7 grudnia 2014   | 15 grudnia 2014            |
| 3  | 3  | 'I rogaty dylemat' And the Horns of a Dilemma        | Marc Roskin      | Jeremy Bernstein              | 14 grudnia 2014  | 21 grudnia 2014            |
| 4  | 4  | 'I nocny lot Mikołaja' And Santa's Midnight Run      | Jonathan Frakes  | Paul Guyot & John Rogers      | 21 grudnia 2014  | 28 grudnia 2014            |
| 5  | 5  | 'I jabłko niezgody' And the Apple of Discord         | Marc Roskin      | Paul Guyot & Geoffrey Thorne  | 28 grudnia 2014  | 4 stycznia 2015            |
| 6  | 6  | 'I legenda o zagładzie' And the Fables of Doom       | Jonathan Frakes  | Kate Rorick                   | 4 stycznia 2015  | 11 stycznia 2015           |
| 7  | 7  | 'I moc trojga' And the Rule of Three                 | Marc Roskin      | Paul Guyot & Kate Rorick      | 11 stycznia 2015 | 18 stycznia 2015           |
| 8  | 8  | 'I serce ciemności' And the Heart of Darkness        | John Harrison    | Geoffrey Thorne               | 11 stycznia 2015 | 25 stycznia 2015           |
| 9  | 9  | 'I miasto światła' And the City of Light             | Tawnia McKiernan | John Rogers, Jeremy Bernstein | 18 stycznia 2015 | 1 lutego 2015              |
| 10 | 10 | 'I kłębek losu' And the Loom of Fate                 | Jonathan Frakes  | John Rogers                   | 18 stycznia 2015 | 1 lutego 2015              |

## Sezon 2 (2015)
| Nr | #  | Tytuł                                                                         | Reżyseria       | Scenariusz                                | Premiera TNT      | Premiera Universal Channel |
| -- | -- | ----------------------------------------------------------------------------- | --------------- | ----------------------------------------- | ----------------- | -------------------------- |
| 11 | 1  | 'I zatopiona księga' And the Drowned Book                                     | Marc Roskin     | John Rogers & Paul Guyot                  | 1 listopada 2015  | 8 listopada 2015           |
| 12 | 2  | 'I złamana laska' And the Broken Staff                                        | Marc Roskin     | Alexa Alemanni & Joe Boothe & Holly Moyer | 1 listopada 2015  | 15 listopada 2015          |
| 13 | 3  | 'I to, co spoczywa pod skałami' And What Lies Beneath the Stones (aka Coyote) | Marc Roskin     | Alexa Alemanni & Joe Boothe               | 8 listopada 2015  | 22 listopada 2015          |
| 14 | 4  | 'I koszt edukacji' And the Cost of Education                                  | Courtney Rowe   | Kate Rorick                               | 15 listopada 2015 | 29 listopada 2015          |
| 15 | 5  | 'I puści ludzie' And the Hollow Men                                           | Noah Wyle       | Geoffrey Thorne                           | 22 listopada 2015 | 6 grudnia 2015             |
| 16 | 6  | 'I diabelski cyrograf' And the Infernal Contract                              | Jonathan Frakes | Paul Guyot & Holly Moyer                  | 29 listopada 2015 | 13 grudnia 2015            |
| 17 | 7  | 'I odbicie odbicia' And the Image of Image                                    | Emile Levisetti | Paul Guyot                                | 6 grudnia 2015    | 20 grudnia 2015            |
| 18 | 8  | 'I punkt zapisu' And the Point of Salvation                                   | Jonathan Frakes | Jeremy Bernstein                          | 13 grudnia 2015   | 27 grudnia 2015            |
| 19 | 9  | 'I szczęśliwe zakończenie' And the Happily Ever Afters                        | Rod Hardy       | Geoffrey Thorne & Jeremy Bernstein        | 20 grudnia 2015   | 3 stycznia 2016            |
| 20 | 10 | 'I ostatnia kurtyna' And the Final Curtain                                    | Marc Roskin     | John Rogers & Paul Guyot                  | 27 grudnia 2015   | 3 stycznia 2016            |

## Sezon 3 (2016-2017)
| Nr | #  | Tytuł                                                                    | Reżyseria          | Scenariusz                                 | Premiera TNT      | Premiera Universal Channel |
| -- | -- | ------------------------------------------------------------------------ | ------------------ | ------------------------------------------ | ----------------- | -------------------------- |
| 21 | 1  | 'Bibliotekarze i Powstanie Chaosu ' And the Rise of Chaos                | Dean Devlin        | Marco Schnabel, Dean Devlin                | 20 listopada 2016 | 27 listopada 2016          |
| 22 | 2  | ' I kły śmierci ' And the Fangs of Death                                 | Marc Roskin        | Rob Wright                                 | 27 listopada 2016 | 4 grudnia 2016             |
| 23 | 3  | ' I spotkanie zła ' And the Reunion of Evil                              | Noah Wyle          | Kate Rorick                                | 4 grudnia 2016    | 11 grudnia 2016            |
| 24 | 4  | ' I samospełniająca się przepowiednia ' And the Self-Fulfilling Prophecy | Dean Devlin        | Tom MacRae                                 | 11 grudnia 2016   | 18 grudnia 2016            |
| 25 | 5  | ' I łzy klauna' And the Tears of a Clown                                 | Jonathan Frakes    | Steve Kriozere, Mark A. Altman             | 18 grudnia 2016   | 25 grudnia 2016            |
| 26 | 6  | I próba trójkąta And the Trial of the Triangle                           | Jonathan Frakes    | Noah Wyle                                  | 25 grudnia 2016   | 1 stycznia 2017            |
| 27 | 7  | 'I klątwa Cindy' And the Curse of Cindy                                  | Nina Lopez-Corrado | Gareth Roberts                             | 1 stycznia 2017   | 8 stycznia 2017            |
| 28 | 8  | 'I odwieczne pytanie' And the Eternal Question                           | Noah Wyle          | Kate Rorick, Nicole Ranadive               | 8 stycznia 2017   | 15 stycznia 2017           |
| 29 | 9  | 'I zgubne rozdzielenie' And the Fatal Separation                         | Jonathan Frakes    | Rob Wright, Steve Kriozere, Mark A. Altman | 15 stycznia 2017  | 22 stycznia 2017           |
| 30 | 10 | ' I gniew chaosu ' And the Wrath of Chaos                                | Marc Roskin        | Marco Schnabel                             | 22 stycznia 2017  | 29 stycznia 2017           |

## Sezon 4 (2017-2018)
| Nr | #  | Tytuł                                                 | Reżyseria       | Scenariusz                     | Premiera TNT     | Premiera SciFi Universal |
| -- | -- | ----------------------------------------------------- | --------------- | ------------------------------ | ---------------- | ------------------------ |
| 31 | 1  | 'I mroczny sekret' And the Dark Secret                | Marc Roskin     | Marco Schnabel                 | 13 grudnia 2017  | 21 stycznia 2018         |
| 32 | 2  | 'I kradzież fortuny' And the Steal of Fortune         | Eriq La Salle   | Gary Rosen                     | 13 grudnia 2017  | 11 lutego 2018           |
| 33 | 3  | 'I bożonarodzeniowy złodziej' And the Christmas Thief | Noah Wyle       | Nicole Ranadive                | 20 grudnia 2017  | 28 stycznia 2018         |
| 34 | 4  | 'I srebrny ekran' And the Silver Screen               | Jonathan Frakes | Noah Wyle                      | 20 grudnia 2017  | 4 lutego 2018            |
| 35 | 5  | 'I krwawiąca korona' And the Bleeding Crown           | Marc Roskin     | Tom MacRae                     | 27 grudnia 2017  | 11 lutego 2018           |
| 36 | 6  | 'I groby czasu' And the Grave of Time                 | Jonathan Frakes | Marco Schnabel,& Larry Stuckey | 27 grudnia 2017  | 18 lutego 2018           |
| 37 | 7  | 'I odmagiczniony las' And the Disenchanted Forest     | Dean Devlin     | Nicole Ranadive, Gary Rosen    | 3 stycznia 2018  | 25 lutego 2018           |
| 38 | 8  | ' I ukryty azyl' And the Hidden Sanctuary             | Noah Wyle       | Kate Rorick                    | 10 stycznia 2018 | 4 marca 2018             |
| 39 | 9  | 'I miasteczko zwane Feud' And a Town Called Feud      | Valerie Weiss   | Tom MacRae                     | 17 stycznia 2018 | 11 marca 2018            |
| 40 | 10 | 'I niejaki Jeff' And Some Dude Named Jeff             | Lindy Booth     | Marco Schnabel                 | 24 stycznia 2018 | 18 marca 2018            |
| 41 | 11 | 'I proces jedynego ' And the Trial of the One         | Marc Roskin     | Tom MacRae                     | 31 stycznia 2018 | 25 marca 2018            |
| 42 | 12 | 'I echa wspomnień ' And the Echoes of Memory          | Dean Devlin     | Kate Rorick                    | 7 lutego 2018    | 1 kwietnia 2018          |